# Hledík větší

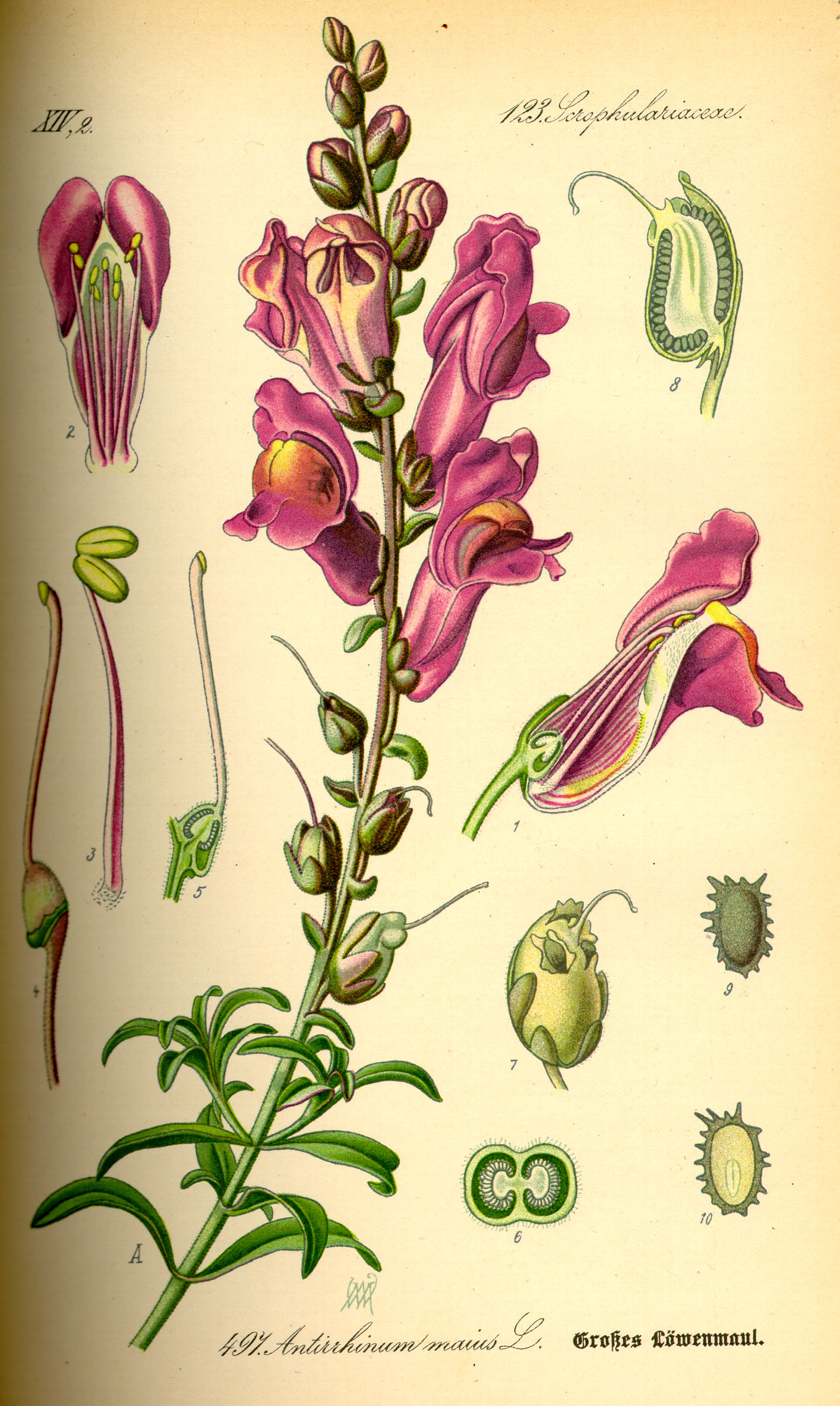
Nákres hledíku většího

Hledík větší (Antirrhinum majus) je kvetoucí bylina s nápadnými, různě zbarvenými květy se šklebivou korunou, jediný druh rodu hledík, který se v české přírodě vyskytuje. Pochází z evropských a afrických území okolo Středozemního moře a z Malé Asie. Do střední Evropy byl přivezen jako okrasná rostlina, která se postupně ze zámeckých a později i selských zahrad dostala do volné přírody. Na území dnešní České republiky, kde je hledík větší klasifikován jako vzácně se vyskytující naturalizovaný neofyt, byl v přírodě prvně pozorován v roce 1819. Lidským přičiněním byl takto rozšířen, vyjma severních částí, téměř po celé Evropě a Severní Americe.

## Ekologie
Je to heliofyt rostoucí nejčastěji na suchých kamenitých stanovištích, v okolí zahrad, na rumištích, skládkách i náspech podél cest a železnic. Někdy se stává i vegetací rostoucí ve skalních štěrbinách a starých zdech. Velikost rostliny, kvalita květů a délka kvetení odvisí od výživnosti půdy a dostatku vláhy.
Jsou to krátce vytrvalé rostliny, jejich oddenky mohou přežít mírnou zimu. Ve středoevropských podmínkách se obvykle pěstují jako letničky.

## Popis
Rostlina s vespod dřevnatějící lodyhou vysokou 20 až 100 cm, která vyrůstá z kuželovitého, rozvětveného oddenku. Přímá, větvená lodyha je ve spodní části lysá a má listy vstřícné, v horní části je chlupatá a listy má střídavé. Listové čepele jsou čárkovité až vejčité, u báze klínovité, na vrcholu špičaté a po obvodu celokrajné, bývají dlouhé až 7 cm a široké do 2 cm, ve středu jsou nejširší.
Výrazné květy jsou 3 až 4 cm dlouhé a vyrůstají v hustém, koncovém, hroznovitém květenství s chlupatým vřetenem. Oboupohlavné květy s listeny kratšími než květy mají asi 1 cm dlouhé stopky. Pět žláznatých, vejčitých, na koncích tupých kališních cípů je pouze 0,7 cm dlouhých. Koruna je dvoupyská, šklebivá, ústí trubky má uzavřeno vysoko vypouklým patrem huňatého dolního pysku; bývá barvy fialové, červené, růžové, bílé nebo žluté. Čtyři plodné tyčinky v korunní trubce jsou dvojmocné a mají chlupaté nitky. Semeník je dvoupouzdrý, čnělka tenká a blizna dvoulaločná. Květy rozkvétají od června do září a jsou obvykle opylovány čmeláky, kteří dokážou otevřít jícen koruny a vlézt dovnitř. Ploidie druhu je 2n = 16.
Plodem je 1,5 cm dlouhá, válcovitá, mnohosemenná tobolka otvírající se zuby na vrcholu. Obsahuje podlouhlá, tmavohnědá semena 1 mm velká.

## Taxonomie
Hledík větší se vyskytuje v několika poddruzích, v české přírodě roste pouze nominátní poddruh Antirrhinum majus subsp. majus. Mimo něj jsou rozpoznávány ještě Antirrhinum majus subsp. cirrhigerum, Antirrhinum majus subsp. linkianum, Antirrhinum majus subsp. litigiosum, Antirrhinum majus subsp. siculum a Antirrhinum majus subsp. tortuosum.

## Význam
Tyto květiny se pěstují v okrasných zahradách, parcích i v květinových nádobách. Byly vyšlechtěny stovky kultivarů, odlišují se mezi sebou především výškou lodyhy, barvou, velikostí a trvanlivostí květů a dobou kvetení. Nové výpěstky mohou mít květy téměř všech barev (vyjma modrých), také byly vyšlechtěny kultivary s květy dvoubarvými. Rostliny trpasličího vzrůstu se používají do okenních truhlíků a květináčů, středního na záhony do skupin letniček nebo trvalek a rostliny vysoké (až 120 cm) bývají vhodné k řezu.

## Galerie

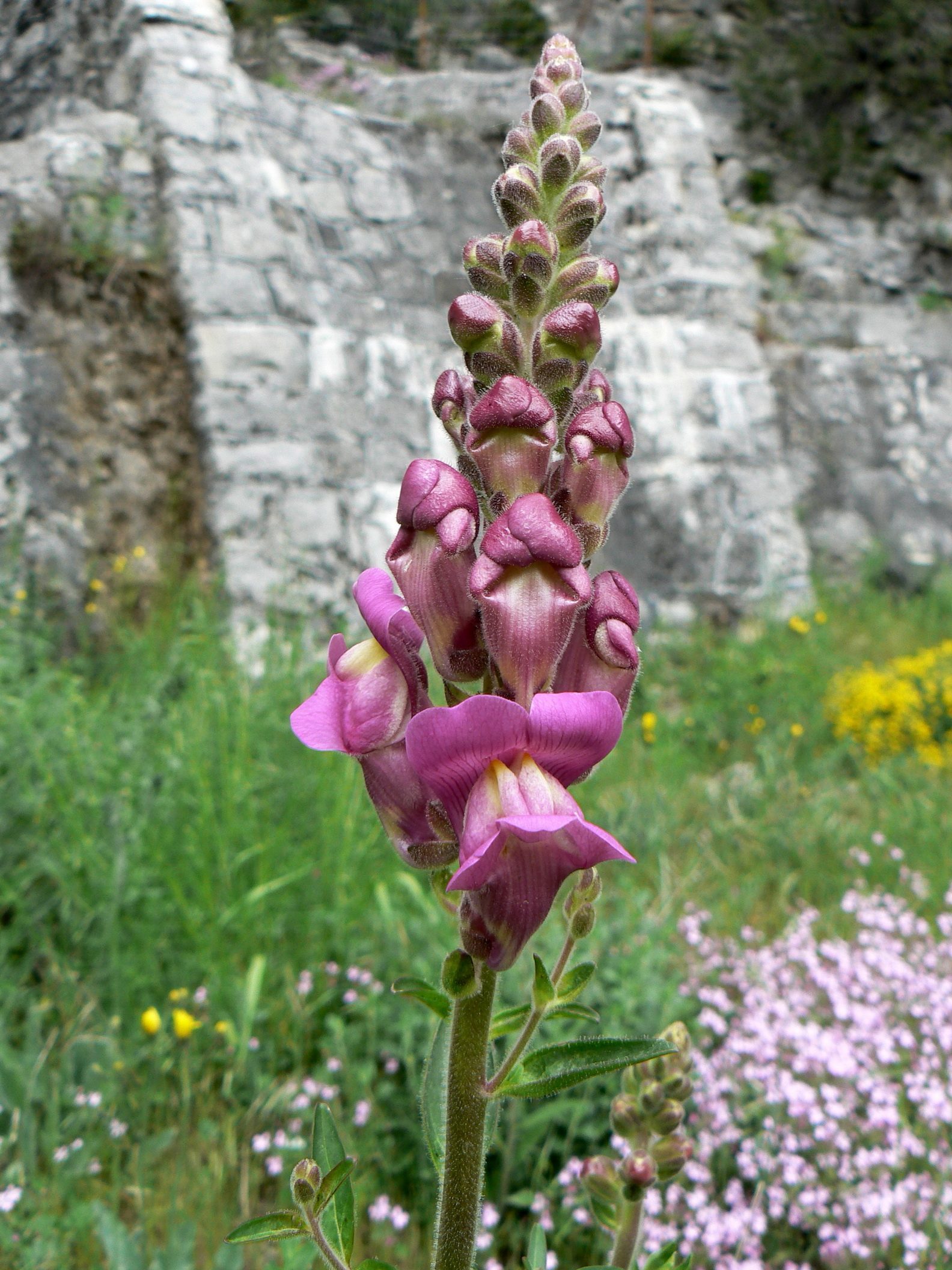
Nahuštěné květenství
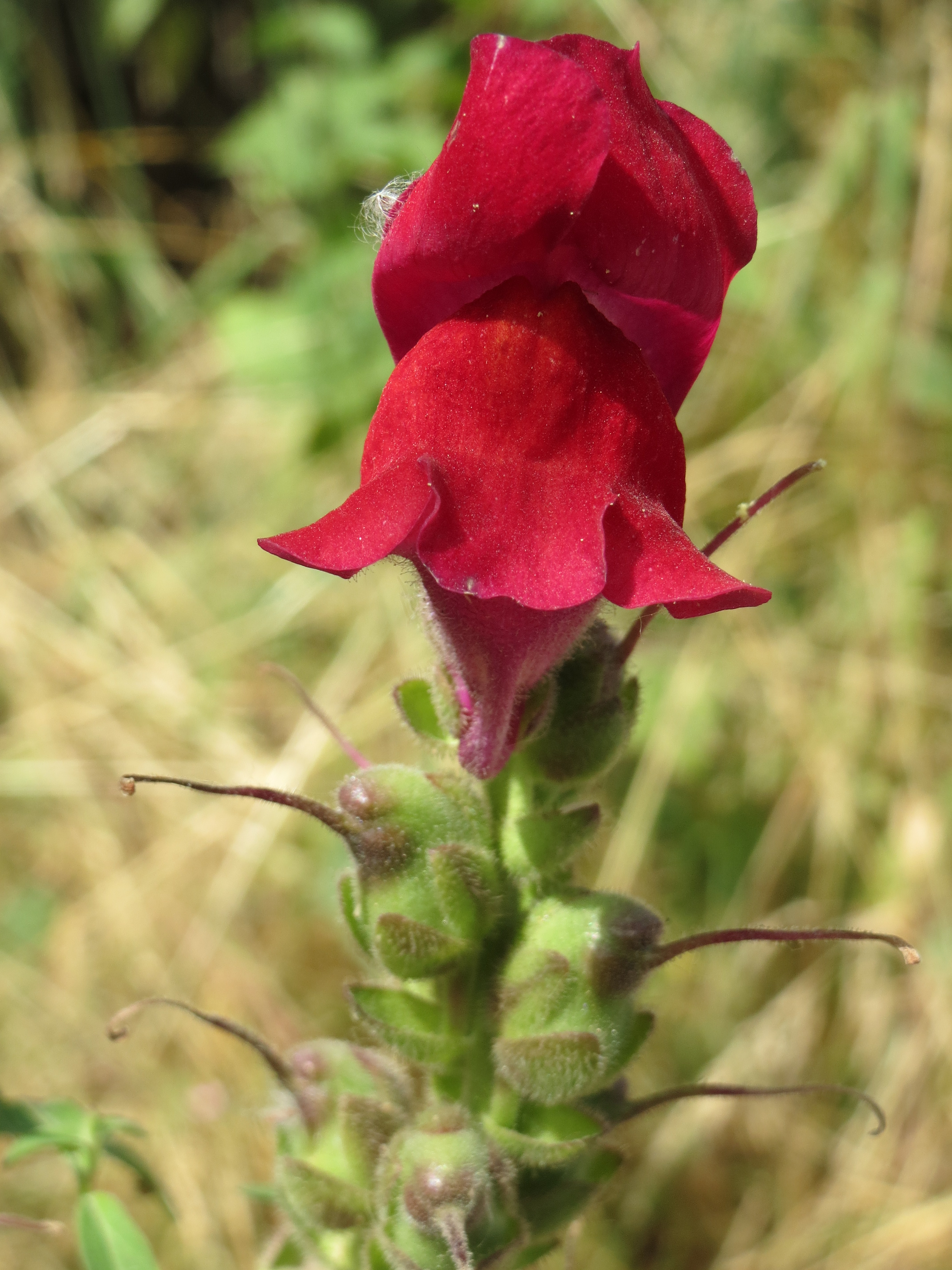
Vstup do korunní trubky
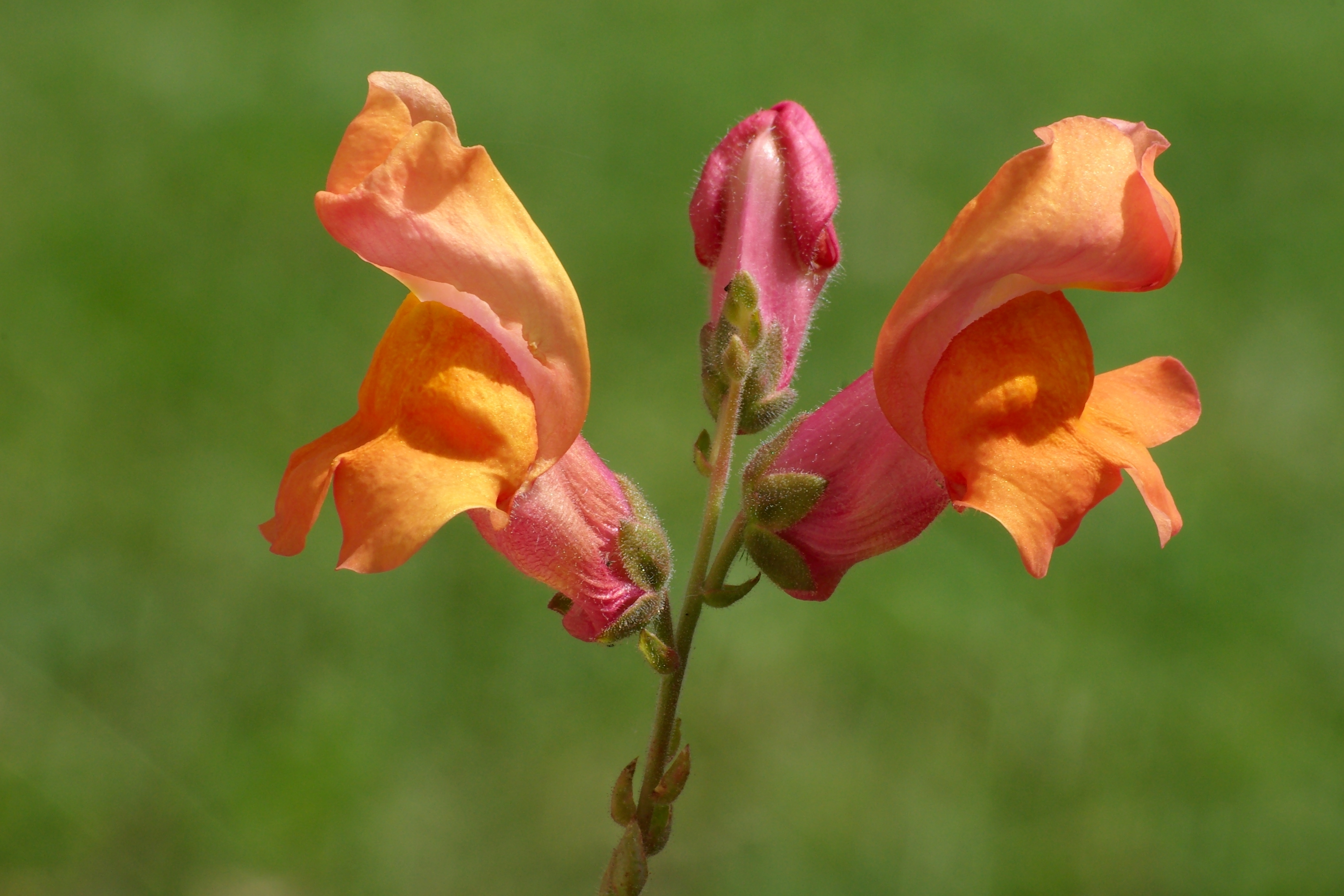
Boční pohled na květy